# Sittannavasal
Sittannavasal oder Sithanavasal ist ein Dorf mit ca. 2.000 Einwohnern im südindischen Bundesstaat Tamil Nadu; es ist bekannt wegen einer nahegelegenen Jain-Höhle aus dem 7. Jahrhundert.

## Lage
Sittannavasal liegt ca. 18 km (Fahrtstrecke) nordwestlich der Distriktshauptstadt Pudukkottai in einer Höhe von ca. 125 m ü. d. M. Das beinahe tropische Klima ist meist schwülwarm; Regen fällt hauptsächlich in den Monsunmonaten Juli bis Dezember.

## Bevölkerung
Die Einwohner des ländlichen Ortes sind nahezu ausschließlich Hindus. Der weibliche Bevölkerungsanteil übersteigt den männlichen nur geringfügig.

## Wirtschaft
Die Bewohner des Ortes leben seit Jahrhunderten primär von der Landwirtschaft. Im Ort selbst haben sich Kleinhändler, Handwerker und Tagelöhner niedergelassen. Der Tourismus spielt kaum eine Rolle.

## Geschichte
In der Umgebung des Ortes wurden prähistorische Monumente (Grabhügel, Steinkreis etc.) entdeckt. Im Frühmittelalter gehörte die Gegend zum Pallava-Reich, welches im 9. Jahrhundert allmählich vom wiedererstarkenden Chola-Reich übernommen wurde. Es gab jedoch anhaltende Konflikte mit den frühmittelalterlichen Pandyas, die als Förderer des Jainismus und Stifter des Tempels angesehen werden; die Malereien werden manchmal ein Jahrhundert später datiert.

## Sehenswürdigkeiten
- Zu Füßen des ca. 1 km südlich des Ortes befindlichen ca. 70 m hohen Felsmassivs befinden sich die Überreste „megalithischer“ Hügelgräber (tumuli), in welchen auch Steinkisten oder Urnen (cists) etc. entdeckt wurden.
- Auf der Rückseite des Felsens bei einer Stätte namens Ezhadippattam befinden sich einige alte Inschriften sowie mehrere in den Fels gehauene Figuren von Jaina-Asketen.
- Wichtigste Sehenswürdigkeit ist jedoch der Jain-Höhlentempel (Arivar Koil), der mit großem Aufwand in eine Felsklippe hineingehauen wurde. Der Tempel besteht aus einer neuzeitlichen Eingangshalle, die eine Inschrift des 8. Jahrhunderts schützt, sowie einer portikusartigen, querrechteckigen Vorhalle (mandapa) mit zwei seitlichen Jaina-Figuren (eine davon ist wegen der Schlangenhaube als Parshvanata identifizierbar) und einer etwas erhöht liegenden Cella (garbhagriha), in deren Rückwand drei Tirthankaras im Lotossitz und mit im Schoß ineinander gelegten Händen (dhyanamudra) zu sehen sind. Aus der Decke ist eine kreisförmige Struktur (dharmachakra) herausgearbeitet. Im Boden des Tempels befinden sich zahlreiche ältere Inschriften und neuere Graffiti. Ansatzweise sind noch Decken- und Säulenmalereien zu erkennen, die verschiedene Figuren, auch Tiere,  in einem Lotosteich zeigen; eine Figur trägt eine Lotosblume und ist somit vielleicht als Bodhisattva Padmapani gekennzeichnet – die Darstellungen werden als Samavasarana, das „Paradies“ der Jainas, interpretiert. Rekonstruktionen der Malereien sind im Thirumalai-Nayakkar-Mahal-Museum in Madurai zu sehen.

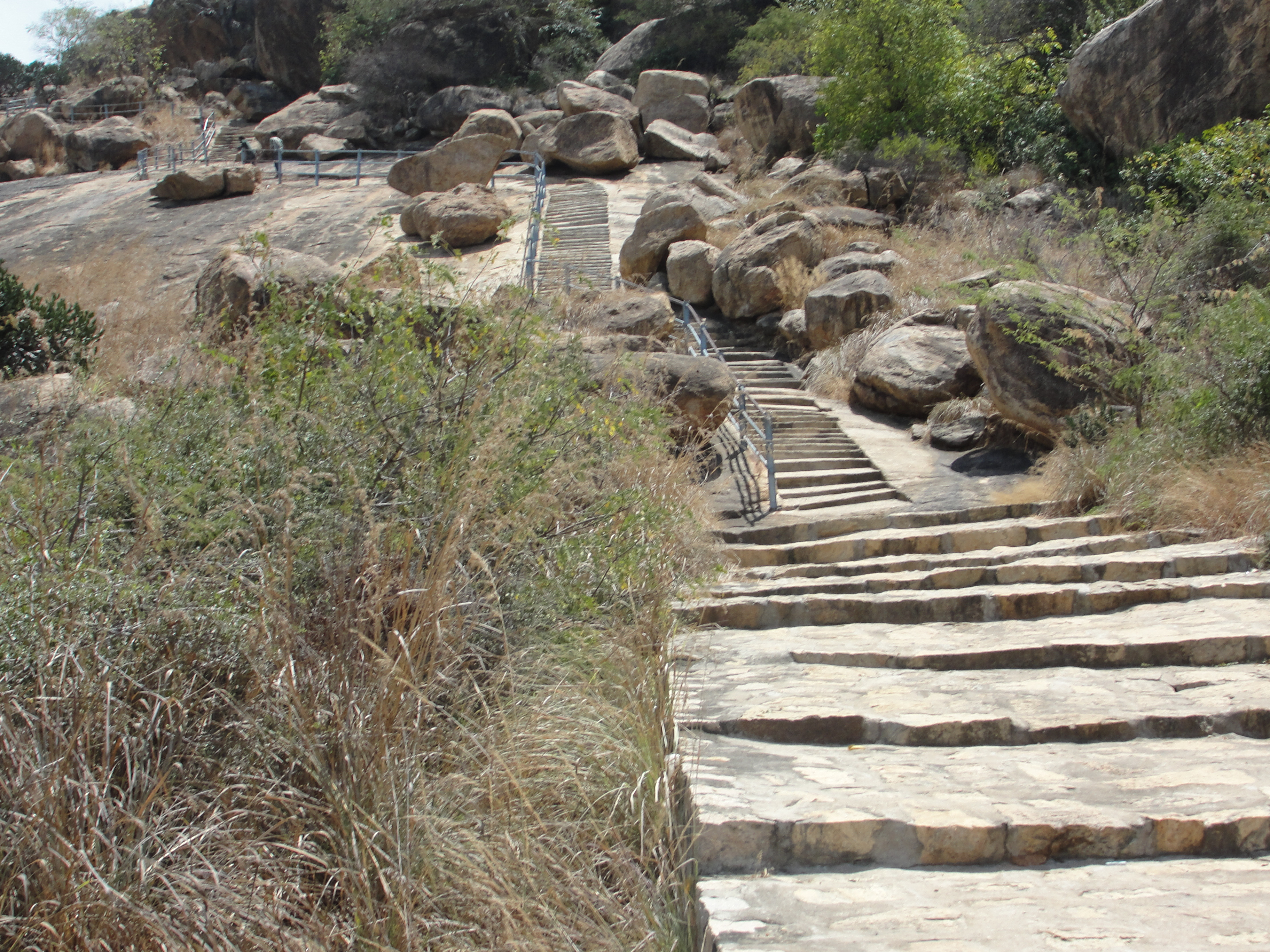
Aufstieg zur Höhle
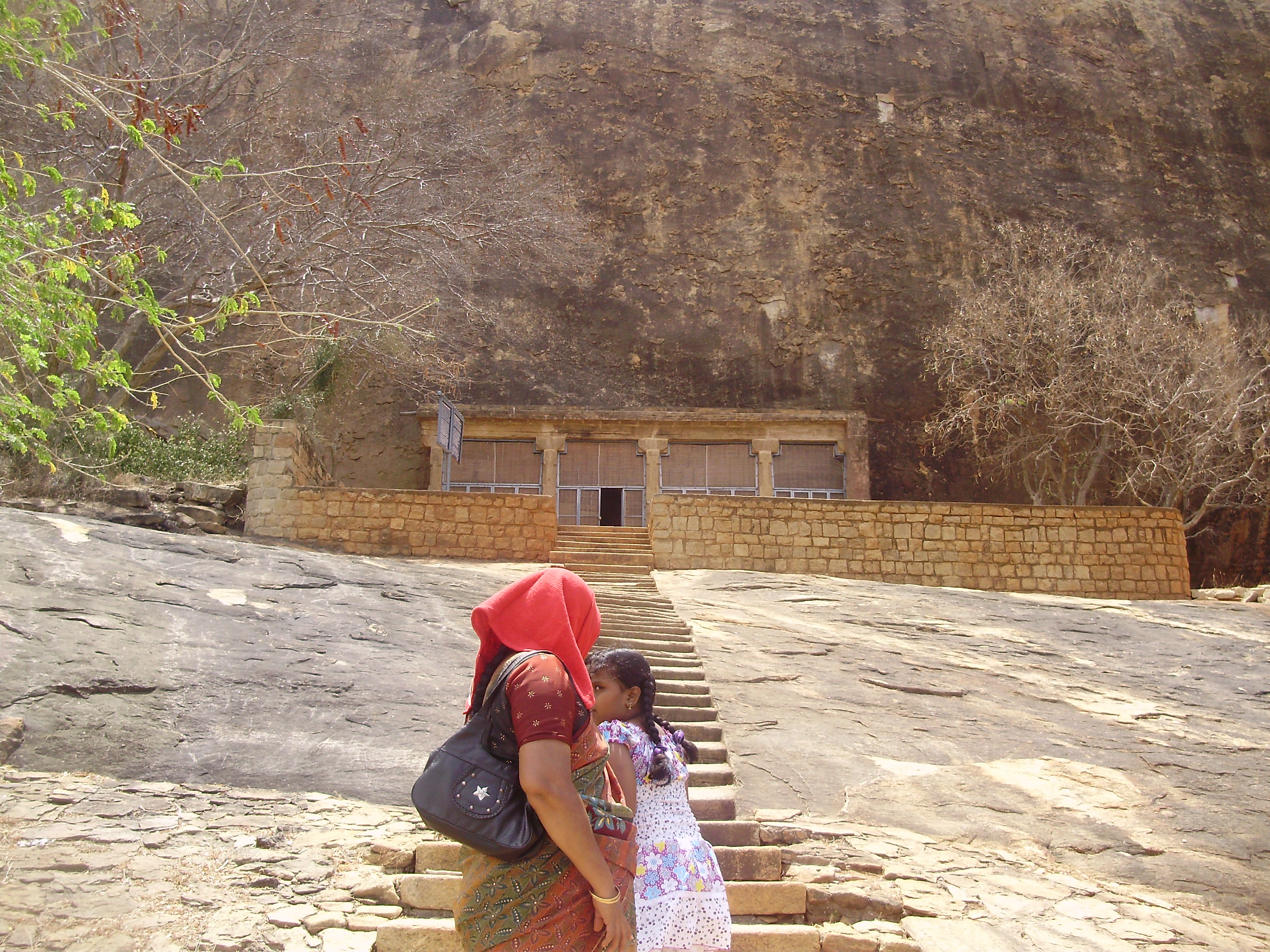
dto.
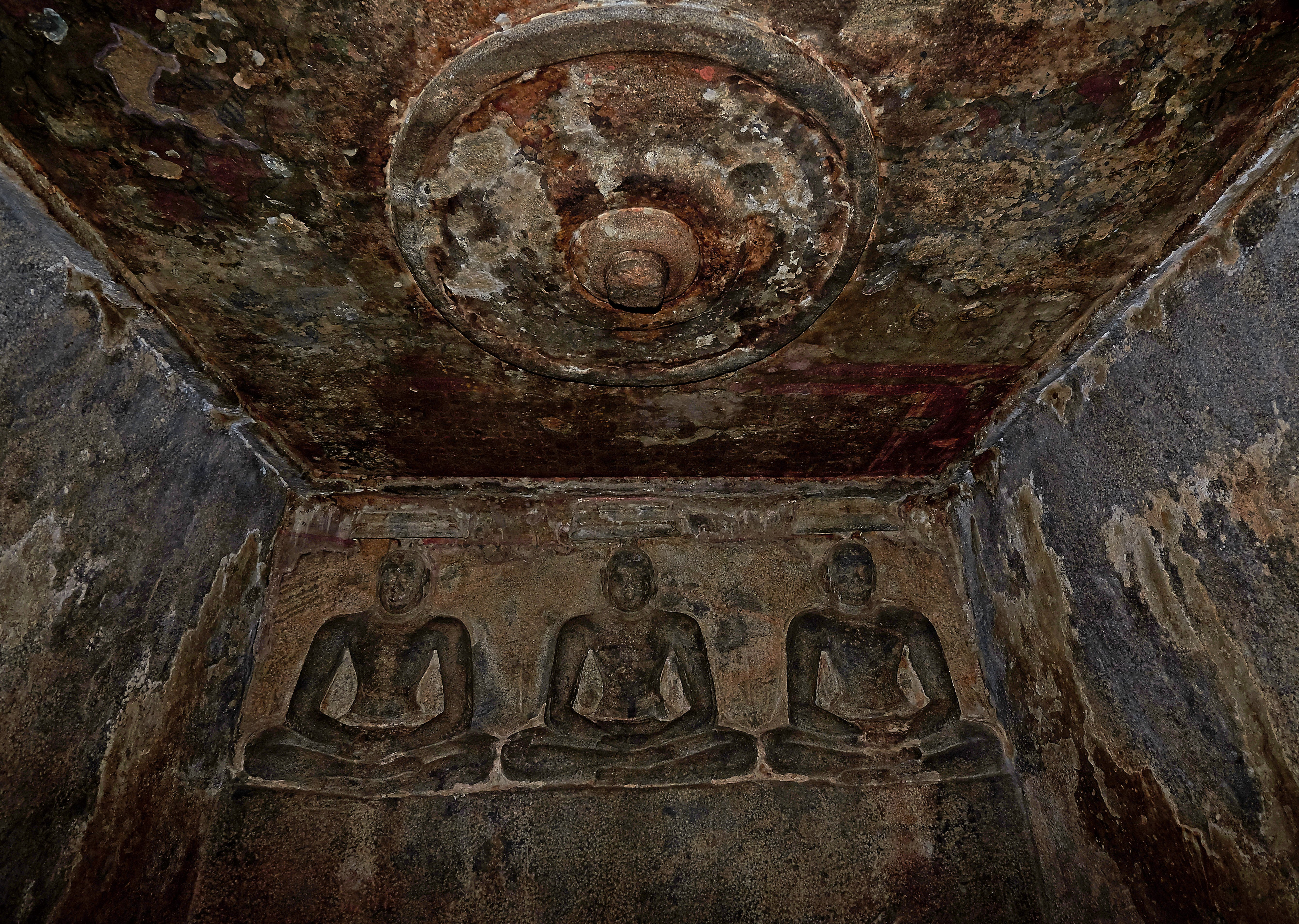
Rückwand der Cella
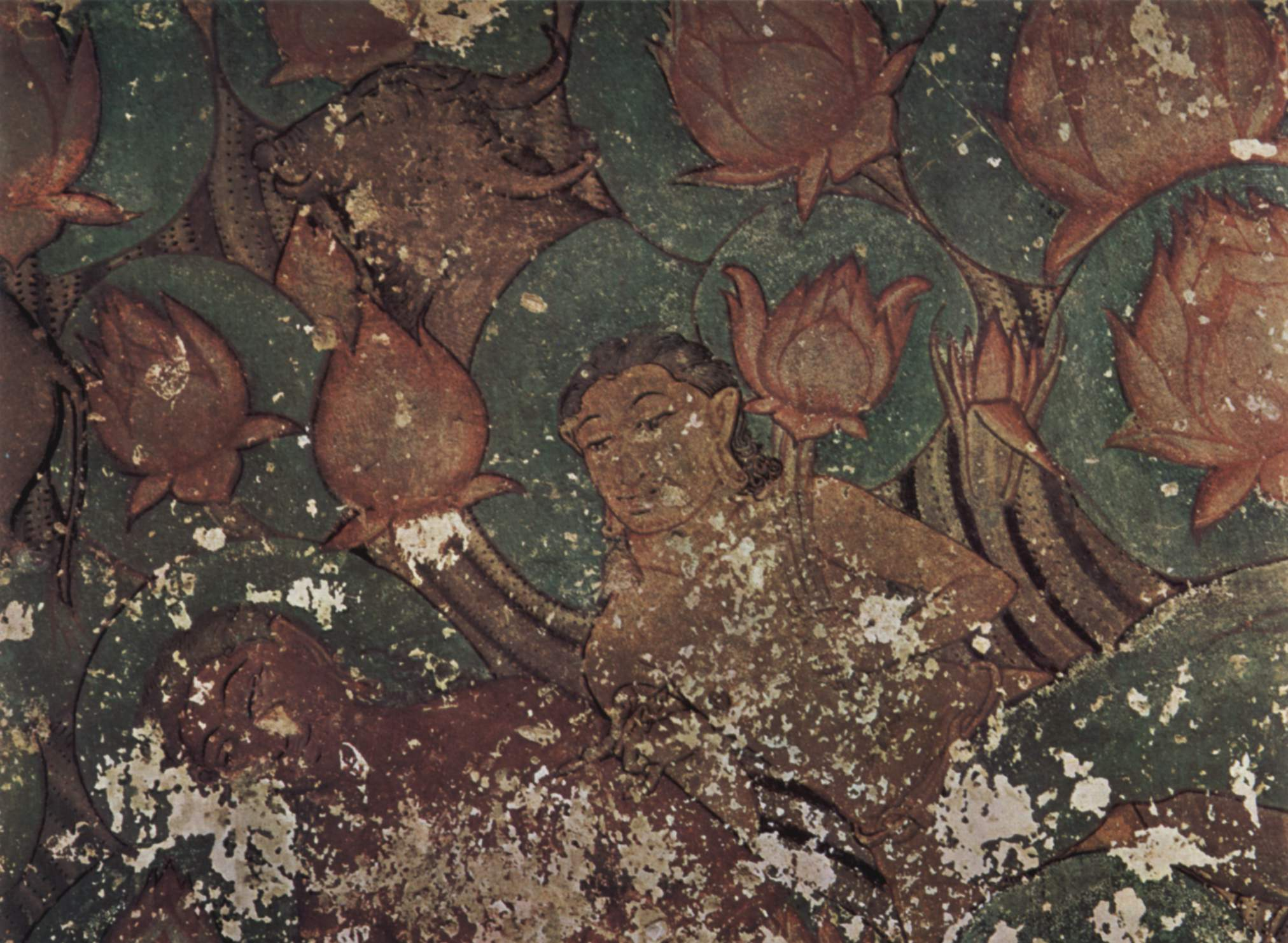
Figuren im Lotosteich
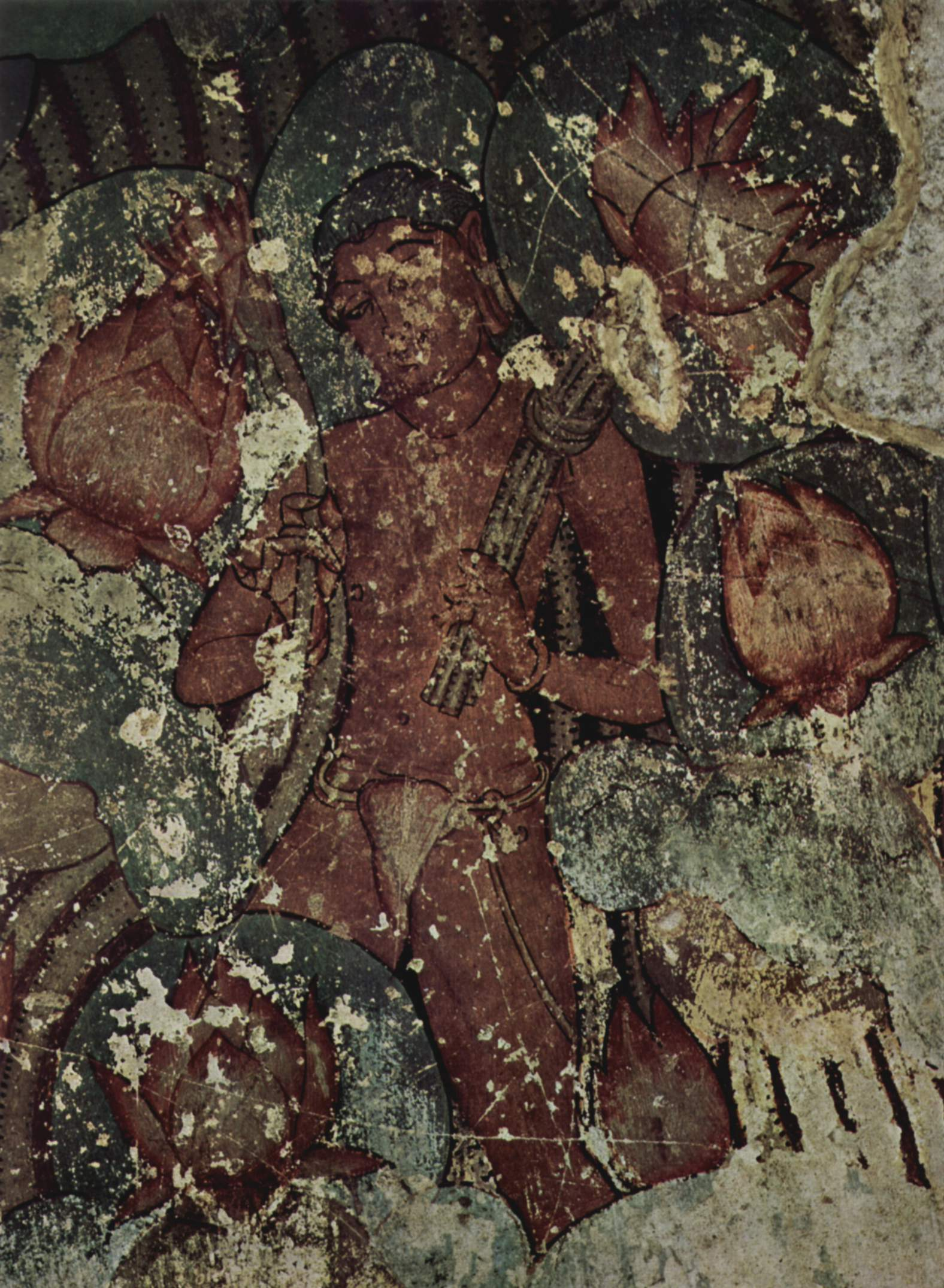
Bodhisattva Padmapani
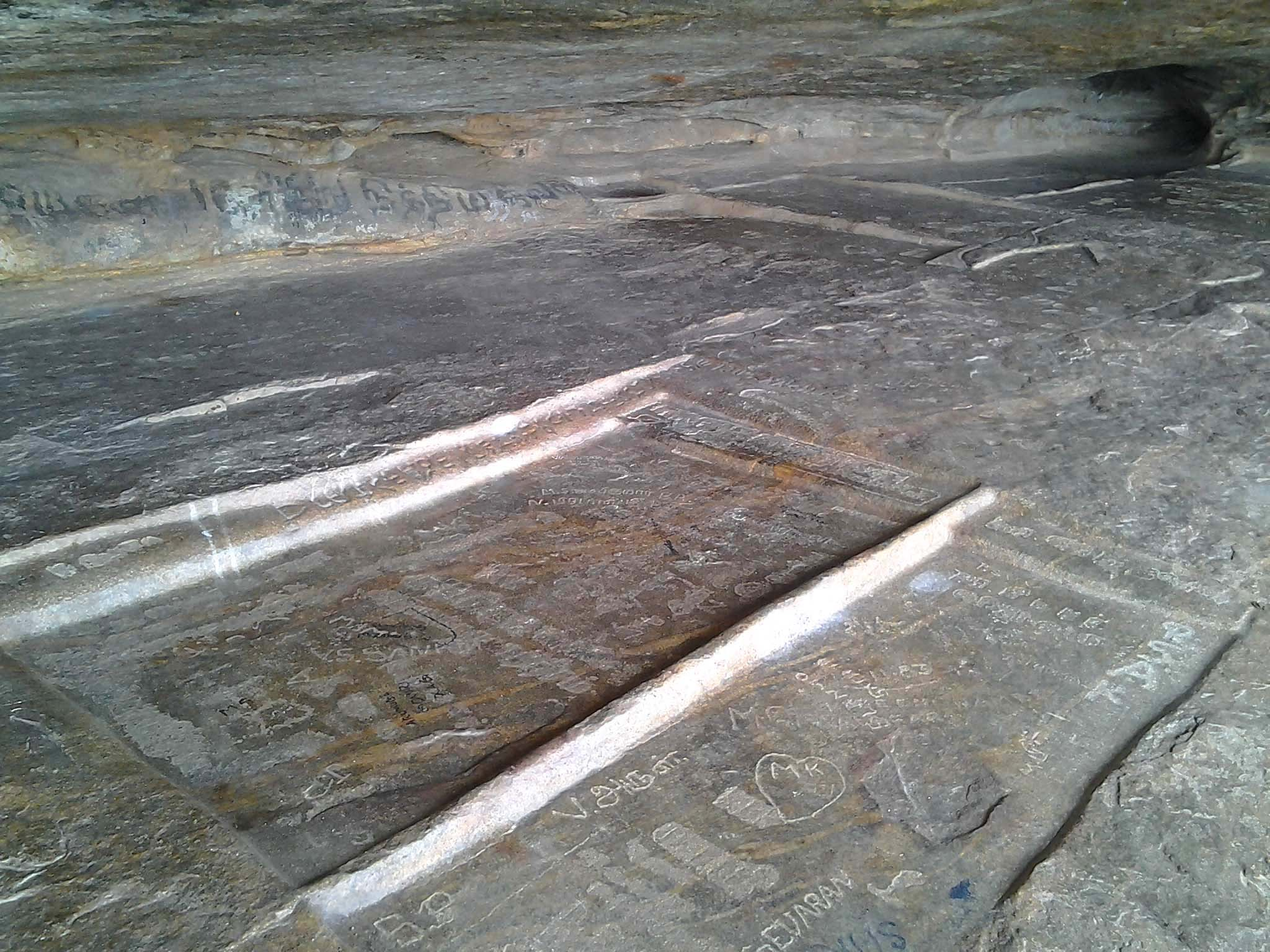
Bodeninschriften